# Michel Subiela
Michel Subiela, né en 1935 à Rabat, est un réalisateur, producteur et scénariste français de télévision.
Il est connu pour avoir introduit  le fantastique à la télévision française et pour avoir produit la  série Tribunal de l'impossible (1967).

## Biographie
Né à Rabat en 1935 dans une famille de commerçants d'origine espagnole, Michel Subiela commence à 12 ans à la radio marocaine comme comédien, puis comme auteur de sketches. Arrivé à Paris, il entreprend des études à Sciences-Po, fait un passage rapide à l’IDHEC, connaît les débuts de la revue Positif dont il devient le rédacteur en chef adjoint. Il entre dans le monde du cinéma en y exerçant différents métiers (régisseur, opérateur, assistant).
Au début des années 1960, il entre à la télévision. Albert Ollivier, directeur de la première chaîne, le charge d'adapter des auteurs contemporains (L'Empire céleste (1960), Les Hauts de Hurlevent, Egmont, Goetz de Berlichingen). Dans les mêmes années, il adapte également des œuvres classiques  pour l'émission Le Théâtre de la jeunesse de Claude Santelli.
Reconnu rapidement comme un réel auteur, il va entrer en lumière en produisant la série populaire Tribunal de l'impossible composée de 14 téléfilms dont 5 qu’il réalise lui-même. Cette émission introduit le genre fantastique au petit écran tout en le mettant en perspective, étant donné que chaque épisode était suivi par un débat entre spécialistes posant la question de la véracité des faits du fait-divers authentique (ou supposé tel) rapporté. Un des meilleurs épisodes, La Bête du Gévaudan, est proposé en bonus sur l'édition 4DVD du film Le Pacte des loups où l'on trouve également une interview de Michel Subiela par Christophe Gans.
Il réalisera  d'autres dramatiques fantastiques pour Les Classiques de l’étrange, un projet  d'adaptation télévisée de classiques de la littérature fantastique française arrêtée à la suite de l’éclatement de l’ORTF et dont un seul titre, La Main enchantée, d'après Gérard de Nerval, sera diffusé. Plus tard, il réalisera deux autres téléfilms initialement prévus pour cette collection, Le Cœur cambriolé et Le Collectionneur de cerveaux, film fantastique d'après George Langelaan avec Claude Jade.
À partir de 1977, il se consacre à la réalisation de longs-métrages dont Les Blancs Pâturages, thriller ésotérique et poétique dans la lignée du Tribunal de l'impossible, ainsi que de nombreux reportages et programmes pour la jeunesse.

## Le fantastique
Michel Subiela insuffle à son œuvre un aspect irrationnel en s’inspirant de croyances populaires, ainsi que de sciences occultes ou encore de religion. Visions, magnétisme, alchimie, stigmates, légendes, apparitions sont ainsi des thèmes qu’il traite de façon novatrice notamment dans la série Tribunal de l'impossible où chaque téléfilm s’inspire de faits historiques non élucidés. Sa participation à la courte série Les Classiques de l'étrange marque également son goût pour le fantastique et pour la science-fiction.
L’œuvre de Subiela s’inscrit dans une époque de refus d’un certain cartésianisme et d’un besoin d’évasion propre à l’esprit pré-mai 68 et à son slogan « L’imagination au pouvoir ».
« Je ne crois pas aux fantômes, mais je crois à ceux qui en ont rencontré. » (Michel Subiela)

## Un téléaste engagé
Il prend parti dans les grands débats de l'époque plus particulièrement celui de la guerre d'Algérie. (Egmont renvoie à la bataille d'Alger), ainsi que tout ce qui concerne l'évolution des modes de pensée et des mœurs.
Il soulève encore le scandale diplomatique de la guerre d'Espagne dans La Corrida de la victoire. Son courage sera salué par les critiques contemporains, dont Jacques Siclier (La France de Pétain et son Cinéma, Paris, 1981).

## Filmographie

### Scénariste
- Le Retour d'Arsène Lupin (1989)
- Les Enquêtes du commissaire Maigret (1988)
- Le Cœur cambriolé (1986)
- Les Blancs pâturages (1980)
- Meurtre sur la personne de la mer (1978)
- Le Collectionneur de cerveaux (1976)
- Hugues le Loup (1975)
- Le Tribunal de l'impossible (1967-1970)
  - La Cité d'Is (1970)
  - Qui hantait le presbytère de Borley ? (1968)
  - Nostradamus ou Le prophète en son pays (1968)
  - La Bête du Gévaudan (1967)
- Les Hauts de Hurlevent (1968)
- Les Aventures de Monsieur Pickwick (1964)
- La Soupe aux poulets (1963)
- Le Navire étoile (1962)
- Egmont (1961)
- Le Théâtre de la jeunesse :
  - 1963 : Le Général Dourakine d'après Le Général Dourakine de la comtesse de Ségur, réalisation Yves-André Hubert
  - 1962 : L'Auberge de l'Ange gardien d'après L'Auberge de l'Ange gardien de la Comtesse de Ségur, réalisation Marcel Cravenne
  - 1964 : La Sœur de Gribouille d'après La Sœur de Gribouille de la comtesse de Ségur, réalisation Yves-André Hubert
  - 1966 : La Clef des cœurs, réalisation Yves-André Hubert
  - 1966 : Les Deux Nigauds d'après Les Deux Nigauds de la comtesse de Ségur, réalisation René Lucot

### Réalisateur
- Les Enquêtes du commissaire Maigret (1988)
- Le Cœur cambriolé (1986)
- Le Prix de la Terre (1983)
- Les Blancs pâturages (1980)
- Meurtre sur la personne de la mer (1978)
- Vaincre à Olympie (1977)
- Les Robots pensants ou Le Collectionneur de cerveaux (1976)
- Hugues le Loup (1975)
- Le Tribunal de l'impossible (1969-1974)
- Enquête posthume sur un Vaisseau Fantôme (1973)
- La Main enchantée (1973)
- Le Baquet de Frédéric-Antoine Mesmer (1974)
- Agathe ou L'avenir rêvé (1974)
- La Double Vie de Mademoiselle de la Faye (1974)
- La Cité d'Is (1970)
- La Passion d'Anne-Catherine Emmerich (1969)

### Acteur
- Le Tribunal de l'impossible (1967-1969) : narrateur
  - Le Sabbat du Mont d'Etenclin (1969)
  - Nostradamus ou Le prophète en son pays (1968)
  - La Bête du Gévaudan (1967)

### Livres
- Le Sang des Hauteville, la Grande Saga des Chevaliers normands en Sicile

1. Les Chevaliers de proie, Pygmalion, janvier 2007,J'ai lu, mars 2009
2. Le Royaume sur la mer, Pygmalion, avril 2007, J'ai lu, juin 2009
3. Les Jardins de Palerme, Pygmalion, septembre 2007, J'ai lu, janvier 2010
4. Les Flammes noires de l'Etna, Pygmalion, 2009, J'ai lu, août 2010
- La Messe noire des innocents, La Haye-du-Puits, 1668-1672, Pygmalion, collection Bibliothèque infernale, juin 2001

## Sources
- Cinémaction : Les 200 téléastes français de Christian Bosseno